# Мігель Анхель Надаль
Мігель Анхель Надаль Омар (ісп. Miquel Àngel Nadal Homar; 28 липня 1966, Манакор, Мальорка) — іспанський футболіст, згодом футбольний тренер. Виступав на позиції центрального захисника за клуби «Мальорка» і «Барселона».
Дядько тенісиста Рафаеля Надаля.
Зіграв 62 матчі і забив 3 голи за національну збірну Іспанії. Учасник чемпіонатів світу 1994, 1998 і 2002 років. 22 червня 1996 року в чвертьфіналі чемпіонату Європи-96 в матчі проти збірної Англії на «Вемблі» не забив один з післяматчевих пенальті Девідові Сімену, внаслідок чого іспанці не зуміли вийти в півфінал (ще один пенальті у іспанців не реалізував Фернандо Єрро).
Завершив кар'єру у 2005 році у 39-річному віці.
2010 року увійшов до очолюваного своїм колишнім партнером по «Барселоні» Мікаелем Лаудрупом тренерського штабу «Мальорки». Після звільнення останнього з посади у вересні 2011 року деякий час залишався у рідному для себе клубі, виконуючи обов'язки головного тренера.

## Досягнення
- Чемпіон Іспанії (5):

«Барселона»: 1991-92, 1992-93, 1993-94, 1997-98, 1998-99
- Володар Кубка Іспанії (3):

«Барселона»: 1996-97, 1997-98
«Мальорка»: 2002-03
- Володар Суперкубка Іспанії (4):

«Барселона»: 1991, 1992, 1994, 1996
- Переможець Ліги чемпіонів УЄФА (1):

«Барселона»: 1991-92
- Володар Суперкубка УЄФА (2):

«Барселона»: 1992, 1997
- Володар Кубка Кубків УЄФА (1):

«Барселона»: 1996-97